# كيم بو هيونغ
كيم بو هيونغ (بالكورية: 김보형)‏ هي مغنية وممثلة موسيقية كورية جنوبية، ولدت في 31 مارس 1989 في كوريا الجنوبية.

## روابط خارجية
- Kim Bo-hyeong على موقع ميوزك برينز (الإنجليزية)